# Uzdravení Lazara (Nicolas Froment)

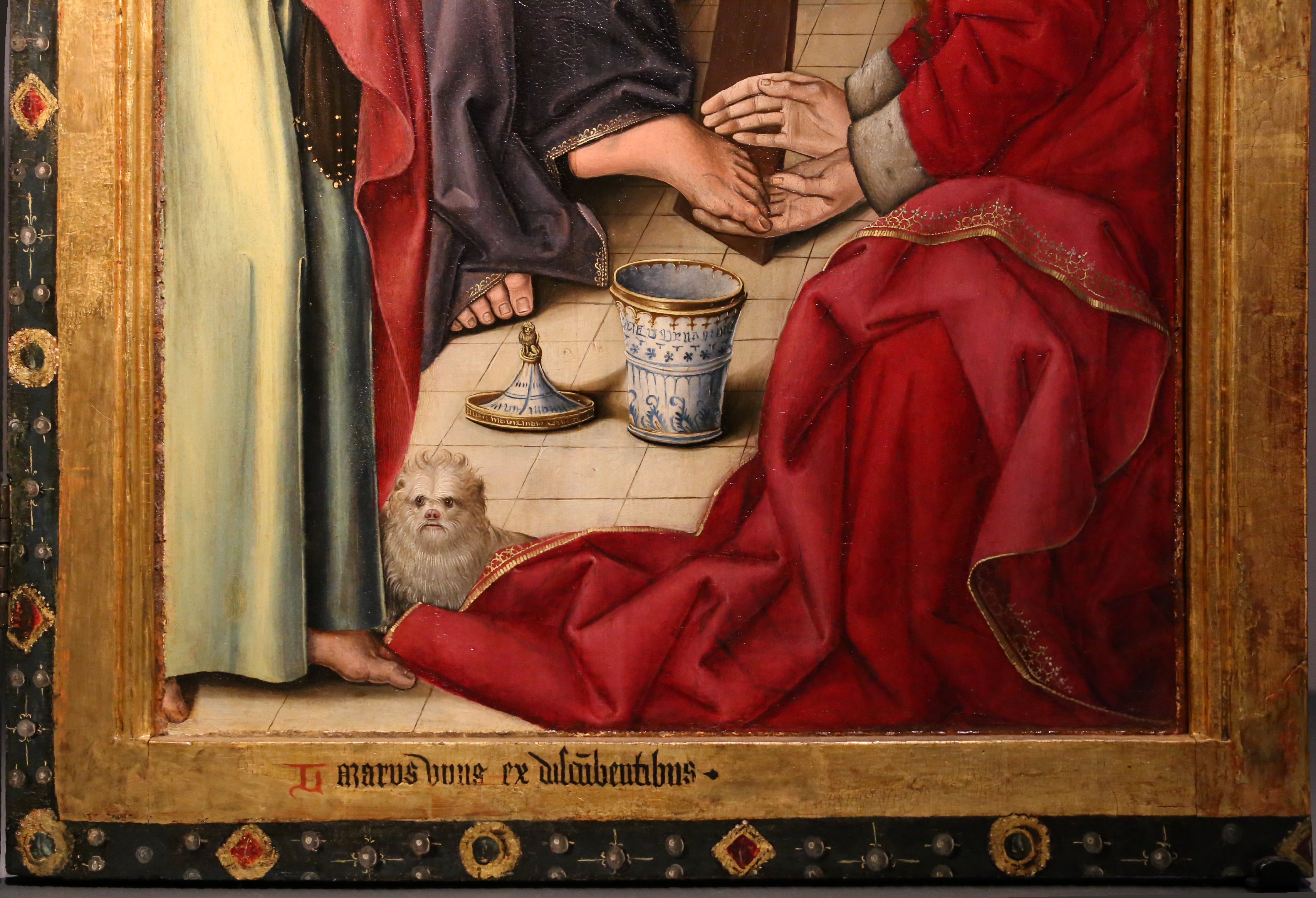
Malý bílý psík ukrývající se v záhybech pláště Máří Magdalény

Obraz Nicolase Fromenta Uzdravení Lazara přes své rozměry nebyl určen jako oltářní obraz. Jako mnoho jiných triptychů jsou postranní panely řešeny jako exteriér a interiér a obě křídla bylo možno zavírat a tak střední panel chránit. 

## Historie
Triptych s uzdravením Lazara věnoval Francesco Coppini, papežský legát ve Flandrech, Cosimovi Medicejskému st. a od něj se triptych dostal do kláštera Bosco ai Frati v Mugellu. Dnes je vystaven v galerii Uffizi ve Florencii.

## Popis
Obraz je vynikajícím příkladem provensálské malby druhé poloviny 15. století. Je ukázkou prostorového vidění toskánského rázu ovlivněného stylem severní Evropy. Vlámský vliv je znát  nejen v realismu postav, ale i v malířském materiálu, umělec na obraz použil zářivé barvy. Postavy oblékl do šatů podle tehdejší módy. Pozadí levé části triptychu tvoří vzdálená městská krajina. Do střední části triptychu umístil malíř Lazara. Je stále ještě v rakvi a jeho tvář je poznamenaná smrtí. Fromentovi se podařilo vložit do postojů a výrazu tváří silné emoce. Pravá strana triptychu ukazuje renesanční obydlí. Deska stolu zdánlivě padá, což je způsobeno zobrazením, jaké malíř zvolil. Použil poněkud neobvyklý pohled shora. Vpravo klečí Máří Magdaléna a chystá se právě omývat nohy Ježíšovi. Zajímavým detailem je malý bílý psík, ukrývající se v záhybech jejího pláště. Celý výjev zasazený do renesančního interiéru ukazuje množství detailů, což odkazuje na vliv vlámské malby, počínajíc krajinou za oknem, až po pečlivost zpracování předmětů na stole, zachycených v nezvyklém úhlu pohledu shora.